# Ruben Terlou
Ruben Terlou (Utrecht, 17 mei 1985) is een Nederlands documentairemaker, fotograaf,  China-kenner en niet-praktiserend arts.

## Biografie
Terlou doorliep het VWO en vertrok na het behalen van zijn diploma naar China om daar fotograaf te worden. Hij vestigde zich in de Chinese stad Kunming, waar hij twee jaar verbleef en Mandarijn leerde spreken. Na zijn terugkomst in Nederland ging Terlou geneeskunde studeren aan de Universiteit van Amsterdam. Tijdens zijn studie maakte hij reizen naar Irak, Iran en Afghanistan. De foto’s die hij daar maakte, leverden hem in 2008 en 2009 de eerste, tweede en derde prijs op in verschillende categorieën van de Zilveren Camera.
In 2013 studeerde Terlou cum laude af en ging vervolgens werken in het Academisch Medisch Centrum, waar hij kortstondig onderzoek deed naar leukemie alvorens hij documentaires ging maken. In 2016 presenteerde Terlou de zesdelige VPRO-documentaireserie Langs de oevers van de Yangtze over het hedendaagse China. Hiermee bood hij een unieke kijk in de hedendaagse Chinese maatschappij. Het leverde hem een nominatie voor de Zilveren Nipkowschijf en de Prijs voor Vernieuwende Fotojournalistiek op. In 2018 volgde de zevendelige serie Door het hart van China en in 2019 de vierdelige serie Chinese Dromen. In 2021 volgde zijn ambitieuze project De wereld van de Chinezen waarin hij de steeds grotere rol toonde die China speelt in de wereld. Met Jelle Brandt Corstius reisde hij door Centraal-Azië en toonde intrigerende verhalen in Langs de nieuwe zijderoute. En in zijn serie Dokter Ruben combineerde hij wat hem vormde en bekeek hij de wereld met een doktersblik.
Van 15 tot en met 19 juni 2020 had Terlou een eigen rubriek in het programma Opium op Oerol van AVROTROS. In deze rubriek, ‘Ruben en de vogels’ getiteld, ging hij op zoek naar vogels. Terlou is – sinds zijn jeugd – een fervent vogelaar en maakte voor elke aflevering een beeldcolumn, waarin hij iets vertelde over een aantal specifieke vogels die op Terschelling leven.

## Televisie
- Langs de oevers van de Yangtze (2016)
- Door het hart van China (2018)
- Chinese Dromen (2019)
- Opium op Oerol - rubriek ‘Ruben en de vogels’ (2020)
- De wereld van de Chinezen (2021, 2024)
- Langs de nieuwe zijderoute (2023)
- Dokter Ruben (2023)